# National Ice Hockey League
Die National Ice Hockey League (NIHL) ist heute eine Reihe von semiprofessionellen Eishockey-Ligen im Vereinigten Königreich, die von der English Ice Hockey Association verwaltet wird und stellt derzeit die zweite Stufe des britischen Eishockey, unterhalb der Elite Ice Hockey League dar.
Die Liga ist in zwei Regionen aufgeteilt, Nord und Süd, was bedeutet, dass die Teams nicht lange Strecken für Auswärtsspiele zurücklegen müssen. Jede Region hat 2 Divisionen, mit Relegation und Abstieg zwischen den Divisionen in jeder Region.

## Geschichte
Die National Ice Hockey League wurde ursprünglich als English National Ice Hockey League (ENIHL) in England im Jahre 1996 gegründet. Sie war nach der ebenfalls neugegründeten Ice Hockey Superleague und der British National League, die die British Hockey League ersetzte, damals die dritthöchste Liga. Aufgrund der Vielzahl an Mannschaften, die in eine North- und einer South Conference gegliedert waren, wurde die Liga in zwei Ebenen gespaltet. Die bessere Premier Division wurde immer wieder umbenannt und trug den Namen English Premier League bis 2017. Die National League existierte weiter als vierte Ligenebene. Nach dem Ende der British National League 2005 wurde die Premier League die zweithöchste Spielklasse und die National League ist seitdem neben der Scottish National League die dritthöchste Ligenebene im Vereinigten Königreich. Zur Abgrenzung zur schottischen Liga wurde sie allgemein als English National Ice Hockey League (ENIHL) bezeichnet.
Im Jahr 2012 wurde die English National Ice Hockey League in National Ice Hockey League umbenannt, da mehrere Mannschaften aus Schottland und Wales in der Liga spielten.

## Titelträger
| Saison    | Meister Nord        | Meister Süd            | Meister Playoffs                                                          | English National Cup Sieger |
| --------- | ------------------- | ---------------------- | ------------------------------------------------------------------------- | --------------------------- |
| 1996/97   | Kingston Jets       | Romford Raiders        | Wightlink Raiders                                                         |                             |
| 1997/98   | Solihull Barons     | Invicta Dynamos        | Solihull Barons                                                           |                             |
| 1998/99   | Billingham Bombers  | Cardiff Devils         | Billingham Bombers                                                        |                             |
| 1999/2000 | Billingham Bombers  | Haringey Greyhounds    | Whitley Warriors                                                          |                             |
| 2000/01   | Billingham Bombers  | Basingstoke Buffalo    | Whitley Warriors                                                          | Whitley Warriors            |
| 2001/02   | Whitley Warriors    | Basingstoke Buffalo    | Whitley Warriors                                                          | Whitley Warriors            |
| 2002/03   | Sheffield Scimitars | Basingstoke Buffalo    | Basingstoke Buffalo                                                       |                             |
| 2003/04   | Flintshire Freeze   | Invicta Dynamos        | Sheffield Scimitars                                                       | Sheffield Scimitars         |
| 2004/05   | Sheffield Scimitars | Invicta Dynamos        | Sheffield Scimitars                                                       | Sheffield Scimitars         |
| 2005/06   | Billingham Bombers  | Invicta Dynamos        | Invicta Dynamos                                                           | Invicta Dynamos             |
| 2006/07   | Newcastle Vipers    | Invicta Dynamos        | Sheffield Scimitars                                                       | Sheffield Scimitars         |
| 2007/08   | Nottingham Lions    | Peterborough Islanders | Whitley Warriors                                                          | Sheffield Scimitars         |
| 2008/09   | Sheffield Scimitars | Invicta Dynamos        | Nottingham Lions                                                          | Sheffield Scimitars         |
| 2009/10   | Whitley Warriors    | Invicta Dynamos        | North: Whitley Warriors South: Bracknell                                  | Swindon Wildcats            |
| 2010/11   | Whitley Warriors    | Wightlink Raiders      | North: Whitley Warriors South: Chelmsford Chieftains                      |                             |
| 2011/12   | Billingham Stars    | London Raiders         | North: Billingham Stars South: Chelmsford Chieftains                      |                             |
| 2012/13   | Solway Sharks       | Chelmsford Chieftains  | North: Blackburn Hawks South: Chelmsford Chieftains                       |                             |
| 2013/14   | Solway Sharks       | Chelmsford Chieftains  | North: Solway Sharks South: Chelmsford Chieftains                         |                             |
| 2014/15   | Blackburn Hawks     | Chelmsford Chieftains  | North: Blackburn Hawks South: Wightlink Raiders                           |                             |
| 2015/16   | Blackburn Hawks     | Chelmsford Chieftains  | North: Blackburn Hawks South: Chelmsford Chieftains                       |                             |
| 2016/17   | Solway Sharks       | Chelmsford Chieftains  | North: Solway Sharks South: Invicta Dynamos                               |                             |
| 2017/18   | Sheffield Steeldogs | Basingstoke Bison      | North: Telford Tigers South: Basingstoke Bison Final 4: Basingstoke Bison |                             |
| 2018/19   | Hull Pirates        | Swindon Wildcats       | Hull Pirates                                                              |                             |